# Резолюция Совета Безопасности ООН 1464
Резолюция Совета Безопасности Организации Объединённых Наций 1464, единогласно принятая 4 февраля 2003 года, после подтверждения своей приверженности суверенитету, территориальной целостности и единству Кот-д’Ивуара, Совет призвал к выполнению мирного соглашения, подписанного в Лина-Маркуси, с целью положить конец гражданской войне.

## Резолюция

### Наблюдения
Совет Безопасности начал с напоминания о важности добрососедства, невмешательства и регионального сотрудничества. Он отметил решение Экономического сообщества западноафриканских государств (ЭКОВАС) развернуть миротворческие силы в Кот-д’Ивуаре и поддержал его усилия по содействию мирному урегулированию конфликта. В стране оставались проблемы, и совет определил, что ситуация представляет собой угрозу международному миру и стабильности в регионе.

### Действия
Совет одобрил соглашение, подписанное в Лина-Маркуси в январе 2003 года ивуарийскими партиями, и его положения, касающиеся создания правительства национального примирения и комитета по наблюдению. Генеральному секретарю Кофи Аннану было предложено дать рекомендации о том, как Организация Объединённых Наций могла бы поддержать выполнение соглашения. Он также намеревался назначить специального представителя по Кот-д’Ивуару, базирующегося в бывшей столице Абиджан.
Резолюция осуждает нарушения прав человека и международного гуманитарного права в стране с 19 сентября 2002 года, когда Патриотическое движение Кот-д’Ивуара взяло под свой контроль второй по величине город, и приветствует развертывание ЭКОВАС и французских миротворческих сил. В соответствии с главой VII и главой VIII Устава Организации Объединённых Наций силам было разрешено использовать все необходимые меры для обеспечения их свободы передвижения и защиты гражданских лиц в течение шести месяцев. От них также требовалось периодически отчитываться о выполнении своих мандатов.
Наконец, все соседние государства Кот-д’Ивуара были призваны поддержать мирный процесс в стране и предотвратить действия, которые могут подорвать её безопасность, такие как распространение оружия и передвижение вооруженных групп и наемников.

## Голосование
| За (15) | Воздержались (0) | Против (0) |
| --- | ---------------- | ---------- |
| - Китай - Франция - Россия - Великобритания - США - Ангола - Болгария - Чили - Камерун - Испания - Германия - Гвинея - Мексика - Пакистан - Сирия |                  |            |

* жирным выделены постоянные члены Совета Безопасности ООН